# Esjufjöll
Esjufjöll – czynny (ostatnia erupcja w 1927 r.) wulkan (1760 m n.p.m.) położony na wschód od wulkanu Katla w południowo-wschodniej Islandii.